# Tempo de Alegria
Tempo de Alegria foi um programa de auditório apresentado por Celso Portiolli e Otávio Mesquita. Era apresentado todos os domingos no Programa Silvio Santos no SBT.O programa tinha alguns quadros que remetiam ao extinto Hot Hot Hot apresentado por Silvio Santos entre 1994 e 1995, e como o programa apresentado pelo dono do SBT, teve quadros copiados do sucesso latino Sábado Gigante, programa apresentado por Don Francisco entre 1962 e 2015.
Teve uma primeira versão que durou algumas semanas, depois teve o seu formato reformulado. No início, apenas Celso Portiolli apresentava o programa, mas a partir de agosto de 1998, Otávio Mesquita se juntou a Celso. Zé Luis e Flávia Fernandes faziam as inserções comerciais durante o programa.